# Dendrocerus carpenteri
Dendrocerus carpenteri är en stekelart som först beskrevs av Curtis 1829.  Dendrocerus carpenteri ingår i släktet Dendrocerus och familjen trefåresteklar. Arten är reproducerande i Sverige. Inga underarter finns listade i Catalogue of Life.